# 13926 Berners-Lee
A 13926 Berners-Lee (ideiglenes jelöléssel 1986 XT) a Naprendszer kisbolygóövében található aszteroida. Edward L. G. Bowell fedezte fel 1986. december 2-án.
Nevét Tim Berners-Lee angol számítástechnikus után kapta.